# Haemopis marmorata
Haemopis marmorata är en ringmaskart som först beskrevs av Thomas Say 1824.  Haemopis marmorata ingår i släktet Haemopis och familjen Haemopidae. Inga underarter finns listade i Catalogue of Life.